# Clonmellon
Clonmellon (iriska: Ráistín) är en ort i republiken Irland.   Den ligger i grevskapet An Iarmhí och provinsen Leinster, i den nordöstra delen av landet, 60 km nordväst om huvudstaden Dublin. Clonmellon ligger 110 meter över havet och antalet invånare är 634.
Terrängen runt Clonmellon är platt.Runt Clonmellon är det ganska glesbefolkat, med 39 invånare per kvadratkilometer. Närmaste större samhälle är Athboy, 8,2 km sydost om Clonmellon. Trakten runt Clonmellon består i huvudsak av gräsmarker.